# Christoph Herrmann (Rechtswissenschaftler)
Christoph Herrmann (* 1973 in Düsseldorf) ist ein deutscher Rechtswissenschaftler.

## Leben
Christoph Herrmann wuchs in Wesel auf. Er studierte Rechtswissenschaften mit wirtschaftswissenschaftlicher Zusatzausbildung (Wirtschaftsjurist) in Bayreuth (Erstes Staatsexamen 1999) sowie europäisches und internationales Wirtschaftsrecht an der University of London (LL.M. European Law  2000). Nach der Promotion zum Dr. jur. an der Universität Bayreuth 2002 und dem Vorbereitungsdienst in Bayreuth, Brüssel, München und Speyer legte er das zweite Staatsexamen 2005 in München ab.  Von 2001 bis 2003 war er wissenschaftlicher Mitarbeiter, von 2003 bis 2009 wissenschaftlicher Assistent von Rudolf Streinz, zunächst an der Universität Bayreuth und an der Universität München. Von 2006 bis 2007 war er als Jean-Monnet-Fellow am European University Institute. Im Sommersemester 2008 vertrat er einen Lehrstuhl für Europarecht an der Wirtschaftsuniversität Wien. Seit 2009 lehrt er als Inhaber des Lehrstuhls, nunmehr für Staats- und Verwaltungsrecht, Europarecht, Europäisches und Internationales Wirtschaftsrecht in Passau. Nach der Habilitation 2009 in München lehnte er Rufe nach Würzburg (2011), Saarbrücken (2014) und Salzburg (2018) ab.

## Schriften (Auswahl)
- Richtlinienumsetzung durch die Rechtsprechung. Berlin 2003, ISBN 3-428-11102-8.
- mit Christian Pitschas und Jan Neumann: WTO-Recht in Fällen. Baden-Baden 2005, ISBN 3-8329-0424-7.
- mit Wolfgang Weiß und Christoph Ohler: Welthandelsrecht. München 2007, ISBN 3-406-56067-9.
- Währungshoheit, Währungsverfassung und subjektive Rechte. Tübingen 2010, ISBN 978-3-16-150008-4.